# Dominik Sedlar
Dominik Sedlar, hrvaško-ameriški filmski režiser, producent in scenarist, * 20. december 1979, Zagreb, Hrvaška.

## Življenje
Dominik Sedlar je sin filmskega režiserja in producenta Jakova Sedlarja. Rodil se je v Zagrebu, kjer je odraščal in končal osnovnošolsko izobraževanje. Med letoma 1994 in 1998 je obiskoval Professional Children's School v New Yorku. Obiskoval je tudi Tisch School of the Arts na newyorški Univerzi.
Kot režiser je debitiral pri 15 letih, ko je pomagal režiserju pri dokumentarnem filmu Košarkarski Mozart – Zgodba o Draženu Petroviću (angleško: The Mozart of Basketball – The Story of Drazen Petrovic). Doslej je režiral 15 filmov: tri celovečerce in dvanajst dokumentarcev. Med njegovimi bolj znanimi prejšnjimi filmi je Jeruzalemski sindrom (angleško: Syndrome Jerusalem), ki je leta 2004 prejel posebno nagrado na Beneškem mednarodnem filmskem festivalu. Leta 2006 je skupaj z očetom Jakovom Sedlarjem režiral dokumentarec Searching for Orson, film o neznanih in nikoli dokončanih filmih Orsona Wellesa. Pripovedovalec v filmu je Peter Bogdanovich, v intervjujih z njim pa nastopajo Steven Spielberg, Frank Marshall, Paul Mazursky, James Earl Jones, Merv Griffin, Henry Jaglom in Oja Kodar. Film je bil premierno prikazan leta 2006 na festivalu AFI FEST v Los Angelesu.
Leta 2014 je napisal in režiral indie komedijo In Between Engagements z Armandom Assantejem v glavni vlogi, ki je bila distribuirana po vsem svetu prek pretočne platforme Amazon Prime, ter športno zgodovinsko dramo The Match iz leta 2021, v kateri igrajo Franco Nero, Caspar Phillipson in Armando Assante. Slednji film je bil prodan v več kot 70 državah po vsem svetu in predvajan v več kot 50 kinematografih v Združenih državah Amerike: ameriško televizijsko premiero je imel 2. decembra 2021 na Showtime Networks.
Leta 2022 je napisal scenarij in režiral filmsko dramo The Conversation s Casparjem Phillipsonom in Dylanom Turnerjem v glavnih vlogah, ki temelji na resnični zgodbi o edinem srečanju med kardinalom Alojzijem Stepincem in Josipom Brozom Titom.

## Filmografija (izbor)

### Celovečerni filmi
- 2003 – Mercy of the Sea, Blackstone Media Arts, Orlando films & Capistrano films
- 2004 – Syndrome Jerusalem, Orlando films
- 2014 – In Between Engagements, VISION Studios
- 2021 – The Match, VISION Studios & Olledorff Center
- 2022 – The Conversation, Croatia film & Quiet storm productions
- 2025 – Vindicta, Croatia film, Bullet Entertainment (US)

### Dokumentarni filmi
- 1995 – The Mozart of Basketball – The Story of Drazen Petrovic, IPI International
- 1997 – Croatia: Land of 1,100 Islands & 101 Dalmatians, Blackstone Media Arts
- 2005 – Croatian seas, Blitz films (distributor)
- 2006 – Searching for Orson, Filmind
- 2011 – Caffe Auschwitz, VISION Studios
- 2014 – Anne Frank, Then and Now, FILMIND & Ollendorff Center
- 2016 – The Righteous Gypsy, Ollendorf Center